# Plön (stad)
Plön is een gemeente in de Duitse deelstaat Sleeswijk-Holstein, gelegen in de Kreis Plön, aan een binnenzee van de Oostzee; het Grote Meer van Plön. De plaats telt 8.987 inwoners. (31 december 2002) Het symbool van de stad is het Slot Plön, dat uit 1633 dateert. Het was lange tijd een internaat, tot het in 2003 werd gekocht door een zakenman die er een academie voor opticiens vestigde. In Plön is ook het Max-Planck-Instituut voor Limnologie gevestigd.
Plön heeft een gymnasium dat meer dan driehonderd jaar oud is, en een opleidingsschool voor onderrofficieren van de Duitse marine. Erich Ludendorff werd onder meer te Plön opgeleid. Ook de prinsen van het Huis Hohenzollern ontvingen een deel van hun opleiding in Plön. De familie heeft nog altijd een deel van de stad in bezit; het zogeheten Prinzeninsel.

## 1945
In 1945 was Plön gedurende enkele dagen zetel van de Duitse regering. De Duitse admiraal Karl Dönitz bevond zich op 30 april te Plön toen hij per telegram van Martin Bormann het bericht kreeg dat Adolf Hitler hem op 29 april in zijn testament tot rijkspresident had benoemd. Heinrich Himmler kwam naar Plön, maar Dönitz wees diens aanbod om tweede man in de regering te worden beleefd van de hand. Hij ontbood de generaals Jodl en Keitel naar Plön om de militaire situatie te bespreken. Op 1 mei maakte Dönitz per radiotoespraak bekend dat hij het leiderschap van het Duitse volk op zich had genomen. Hij legde contact met de geallieerden in de hoop via een gedeeltelijke overgave te kunnen doorvechten tegen de Sovjet-Unie. Op 3 mei (volgens sommige bronnen 2 mei) verplaatste Dönitz de zetel van de regering van Plön naar het marineopleidingsinstituut in Flensburg-Mürwik (zie Flensburgregering).

## Geboren
- Karl Mauss (1898-1959), generaal

## Afbeeldingen

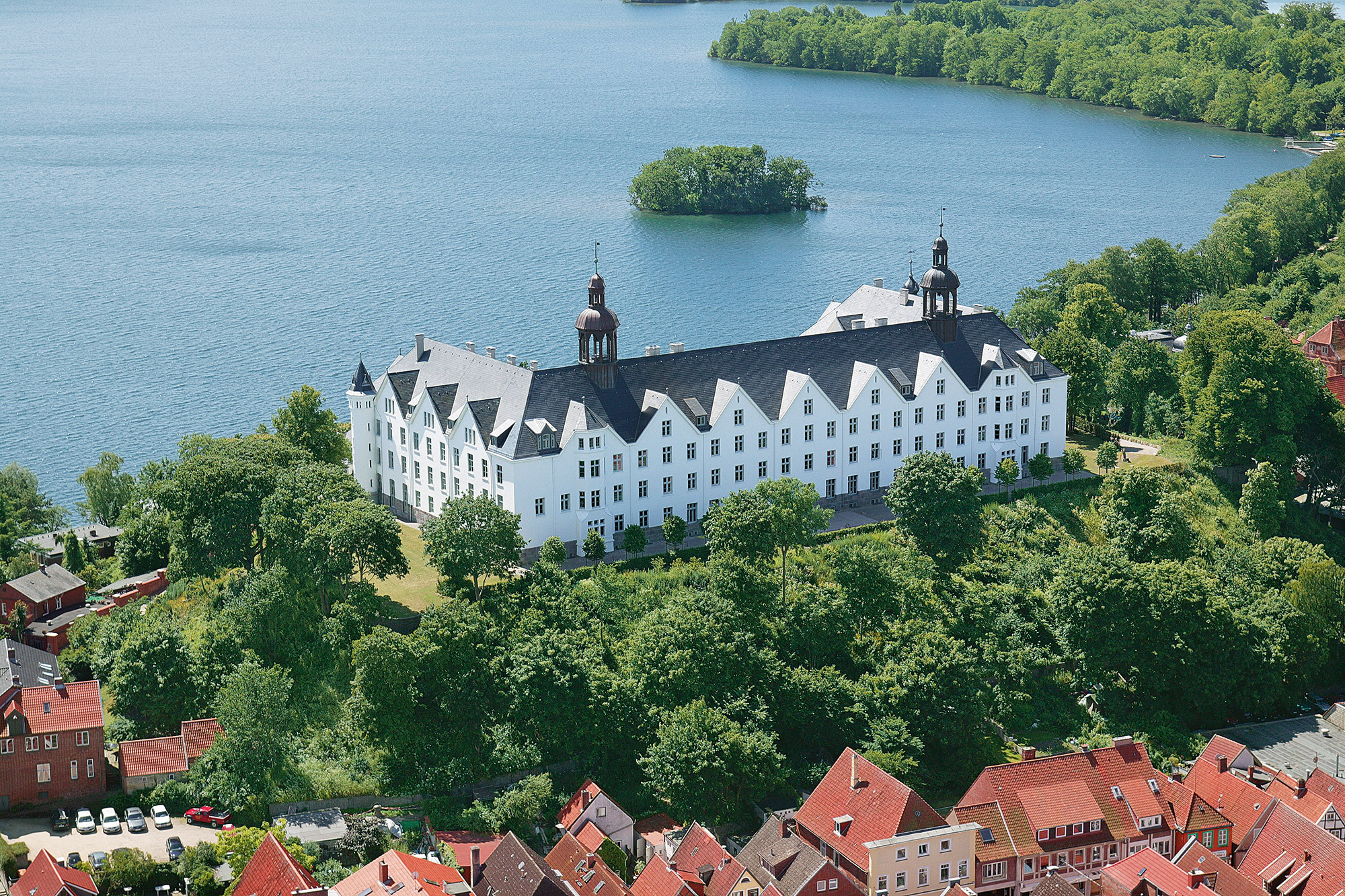
Slot Plön, bedrijfsacademie van het brillenconcern Fielmann
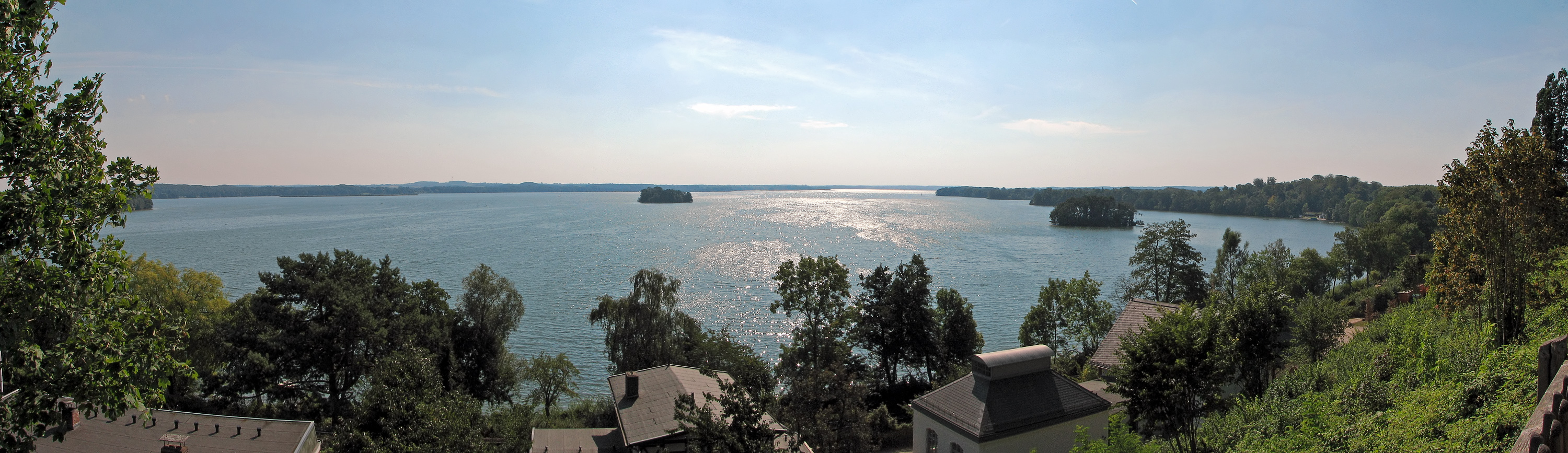
Zicht op het Grote Meer van Plön (Duits: Großer Plöner See) vanaf het kasteel van Plön
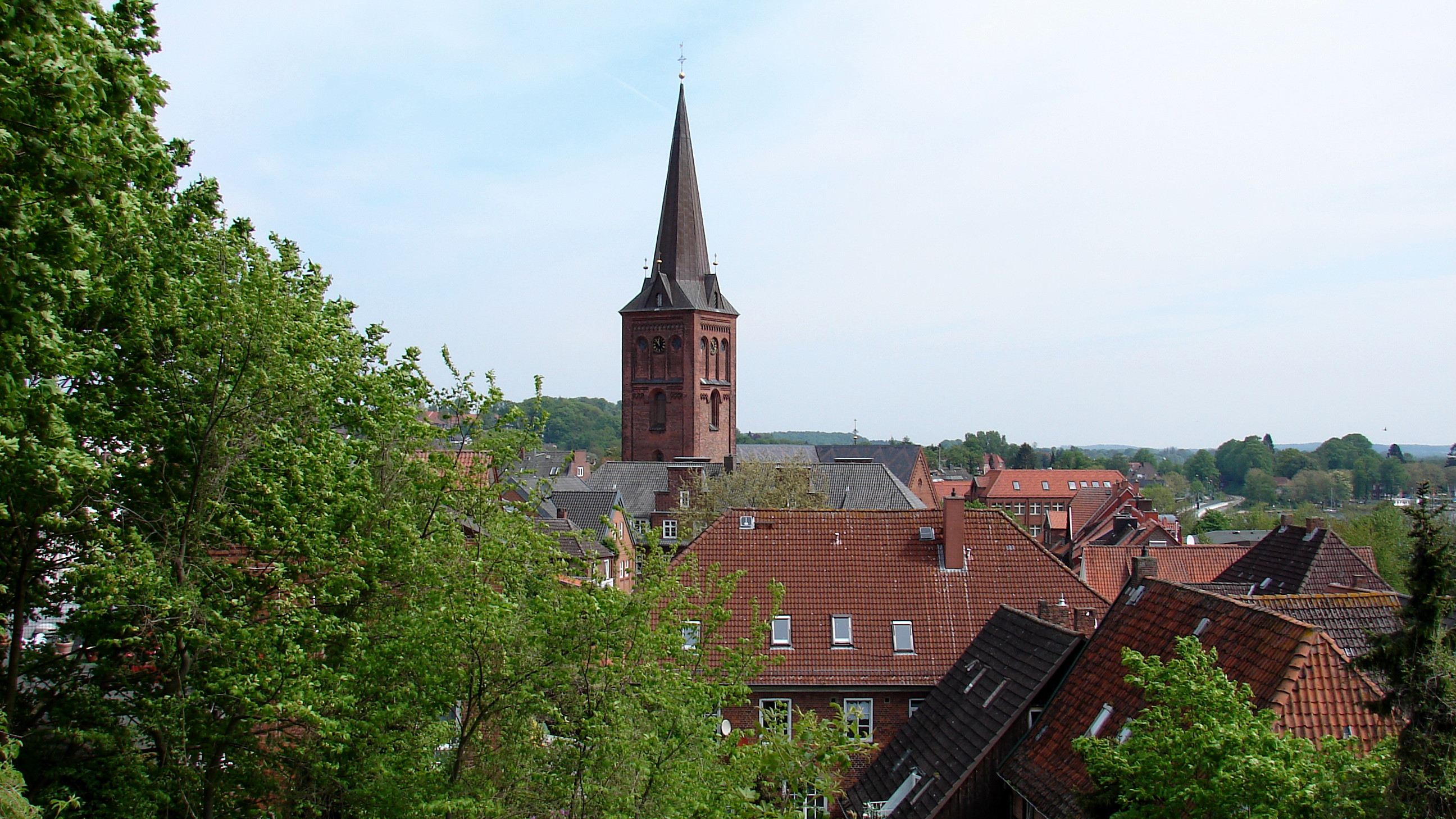
Plön

Ascheberg (Holstein) ·
Barmissen ·
Barsbek ·
Behrensdorf ·
Belau  ·
Bendfeld ·
Blekendorf ·
Boksee ·
Bönebüttel ·
Bösdorf ·
Bothkamp ·
Brodersdorf ·
Dannau ·
Dersau ·
Dobersdorf ·
Dörnick ·
Fahren ·
Fargau-Pratjau ·
Fiefbergen ·
Giekau ·
Grebin ·
Großbarkau ·
Großharrie ·
Heikendorf ·
Helmstorf ·
Högsdorf ·
Hohenfelde ·
Höhndorf ·
Hohwacht ·
Honigsee ·
Kalübbe ·
Kirchbarkau ·
Kirchnüchel ·
Klamp ·
Klein Barkau ·
Kletkamp ·
Köhn ·
Krokau ·
Krummbek ·
Kühren ·
Laboe ·
Lammershagen ·
Lebrade ·
Lehmkuhlen ·
Löptin ·
Lütjenburg ·
Lutterbek ·
Martensrade ·
Mönkeberg ·
Mucheln ·
Nehmten ·
Nettelsee ·
Panker ·
Passade ·
Plön ·
Pohnsdorf ·
Postfeld ·
Prasdorf ·
Preetz ·
Probsteierhagen ·
Rantzau (gemeente) ·
Rastorf ·
Rathjensdorf ·
Rendswühren ·
Ruhwinkel ·
Schellhorn ·
Schillsdorf ·
Schlesen ·
Schönberg (Holstein) ·
Schönkirchen ·
Schwartbuck ·
Schwentinental ·
Selent ·
Stakendorf ·
Stein ·
Stolpe ·
Stoltenberg ·
Tasdorf ·
Tröndel ·
Wahlstorf ·
Wankendorf ·
Warnau ·
Wendtorf ·
Wisch ·
Wittmoldt